# Passeig de la Font d'en Fargues
El Passeig de la Font d'en Fargues és un passeig que creua el barri de la Font d'en Fargues a Barcelona.

## Història
A començament del segle XX Montserrat de Casanovas va ser la primera que va començar a parcel·lar les seves terres amb la idea de construir cases amb jardí, sense tanques altes, en la línia de les de ciutat-jardí. Ella personalment revisava molts dels projectes de cases que es van fer als inicis.
El passeig de la Font d'en Fargues era l'eix principal i s'hi van construir diverses torres, algunes de considerable envergadura, a partir de 1908. La més antiga és can Giol cantonada amb passeig de Maragall, ara és una residència geriàtrica. Es conserva alguna torre més perquè s'hi van fer escoles.